# Agustina González López
 (7 août 2025).
Agustina González López, née en 1891 à Grenade et morte assassinée, fusillée par les nationalistes durant la guerre d'Espagne à Víznar en 1936, est une écrivaine, intellectuelle, peintre d'avant-garde et femme politique espagnole du xxe siècle.
Surnommée par elle-même La Zapatera (La Savetière prodigieuse) ou Amelia (La Maison de Bernarda Alba), elle est, dans l'histoire de l'art, l'une des inspiratrices des héroïnes féministes du théâtre de Lorca.[Quoi ?]

## Biographie

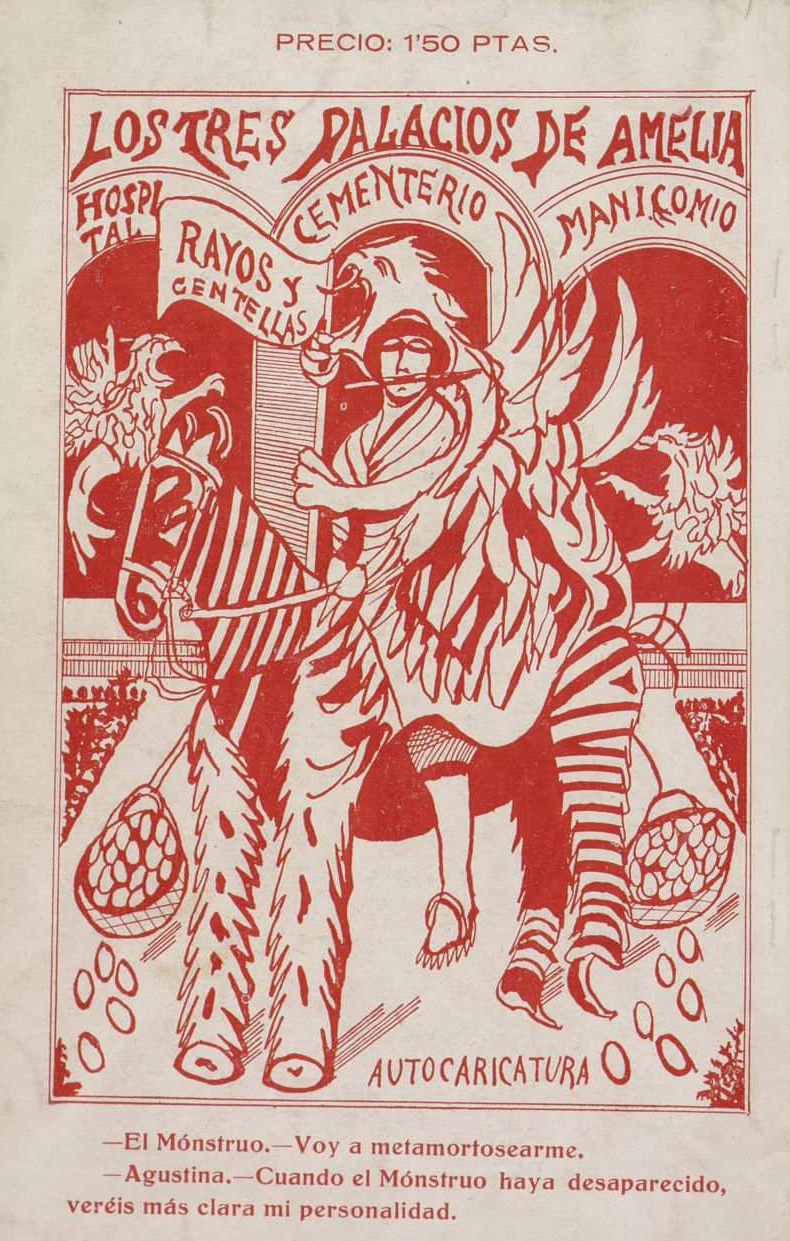
Amelia,, gravure et caricature d'elle-même (1928).

Agustina González López naît près de la Placeta de Cauchiles, dans le quartier d'El Albaicín de Grenade, en Espagne. 
Elle étudie au  Real Colegio de Santo Domingo de Grenade, intéressée dès son plus jeune âge par l'astronomie et la médecine. Quand son père meurt, ce sont ses frères aînés et ses oncles paternels qui s'occupent de son éducation. Elle est autorisée à lire après une discussion au sein de sa famille. Pour éviter cette surveillance stricte, elle commence à s'habiller en homme. Découverte, elle brandit sa « folie sociale » pour éviter d'être punie. Cependant, étant donné que sa famille pense qu'elle souffre d'hystérie, elle doit subir de longues périodes alitée et suivre des régimes stricts.
Influencée par les idées de l'écrivain Bartolomé José Gallardo, auteur d'un « Dictionnaire critique burlesque », et de celles du bibliographe Cayetano Alberto de la Barrera y de Leirado, elle publie en 1916 l'essai Idearium Futurismo, où elle préconise une simplification de l'orthographe,.

« El sistema futurista de eskribir resuelbe las difucultades ortográfikas por lo mismo ke simplifika la ortografía. Este libro ba todo esckrito en futurismo… (prologue d'« Idearium Futurismo ».) »

— Andalucía en la Historia
C’est à cette époque qu’elle rencontre le poète Federico García Lorca, qui s’est inspiré d’elle pour créer le personnage principal de sa pièce de théâtre La Savetière prodigieuse » mais aussi le personnage d'Amelia dans La Maison de Bernarda Alba », puisqu'elle se fait appeler par ce prénom, qu'elle utilise également pour signer ses écrits.
Elle meurt fusillée par les nationalistes en octobre 1936 pendant la guerre d'Espagne dans la commune de Víznar.